# Leather Archives and Museum

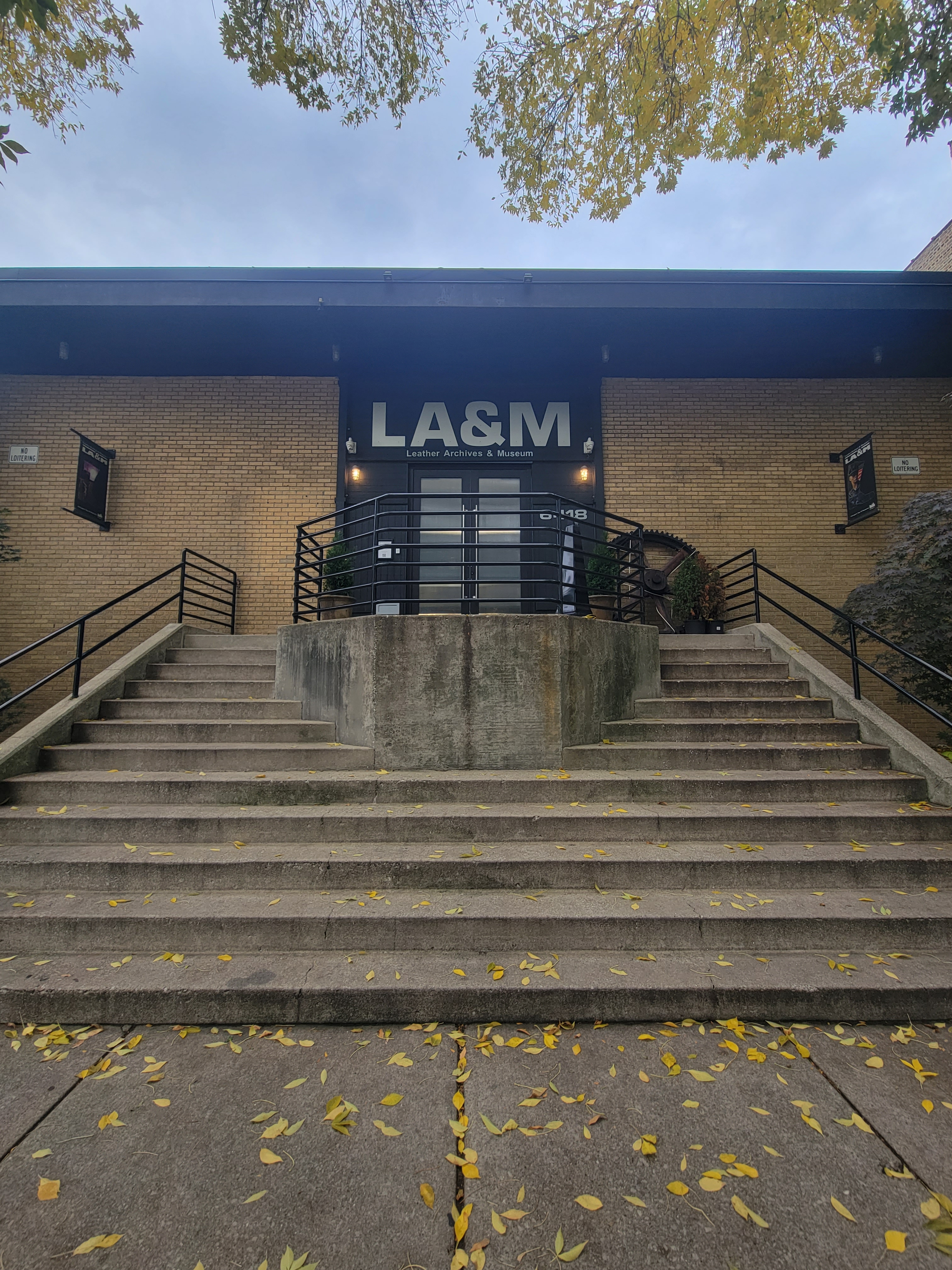
Eingang

Das Leather Archives and Museum (LA&M) ist eine Einrichtung der internationalen homosexuellen Lederszene und Teil der BDSM- und Fetisch-Subkultur mit Hauptsitz in Chicago.
Die Organisation vereint sowohl über eines der größten Archive, als auch eines der größten Museen zum Thema weltweit.
Das Leather Archives and Museum veröffentlicht themenspezifische Publikationen und richtet Informationsveranstaltungen und Ausstellungen zum Thema aus. Neben einer ständigen Ausstellung organisiert es Wechsel- und internationale Wanderausstellungen. Ein weiterer Bereich ist die Dokumentation der Geschichte der weltweiten Lederszene. Anthony (Tony) F. DeBlase entwickelte hierzu eine sogenannte Leather History Timeline die auch in Druckform verlegt wurde.
Das Museum besitzt einen Hörsaal mit 164 Sitzplätzen, einen Lesesaal mit Bibliothek, Büroräumen für die Beschäftigten und ein professionelles, klimatisch kontrolliertes Archiv.
Die in das Museum integrierte Teri Rose Memorial Library verfügt über 5.000 themenbezogene Bände und rund 11.000 Zeitschriftenexemplare.
Das LA&M unterhält eine europäische Zweigstelle in Amsterdam.

## Geschichte
Die Einrichtung wurde 1991 in privater Initiative in Illinois gegründet.
Mitte 1997 wurde Joseph W. Bean Geschäftsführer. Unter ihm veranstaltete die Einrichtung eine Reihe wechselnder Ausstellungen und initiierte eine Spendenkampagne mit dem Ziel, ein eigenes Gebäude als zukunftssicheren Standort zu erwerben. Die Resonanz auf die Kampagne ermöglichte es, dass Ende 1999 ein eigenes Gebäude in Chicago bezogen werden konnte.

Rick Storer, der Joseph W. Bean im Januar 2002 folgte, führte die begonnenen Aktivitäten fort. Infolge weltweiter Spenden, an denen sich auch deutsche BDSM-Gruppen beteiligten, konnten die Hypotheken, die noch auf der Immobilie lasteten, im August 2004 getilgt werden. Gleichzeitig wurde die Ausstellungsfläche auf acht Bereiche erweitert.
Nachdem sich die Einrichtung zunächst auf Ausstellungen in den USA beschränkt hatte, führte sie im Jahr 2005 erstmals eine Wanderausstellung in Europa durch, die aufgrund ihres Erfolgs verlängert wurde.

## Newsletter
Das Leather Archives and Museum veröffentlicht unter dem Titel Leather Times. News from the Leather Archives & Museum regelmäßig Forschungsergebnisse und Berichte zu seinen Aktivitäten.  Die Publikation ist sowohl gedruckt als auch online verfügbar.

## Projekt-Publikationen
- Leather Archives & Museum (Hrsg.): Leather History TimeLine, 4. Auflage, 1999, Chicago (zusammengestellt von Anthony F. DeBlase, auch als Online-Version)

## Ausstellungen
Das Leather Archives and Museum bietet unter anderem Ausstellungen zu folgenden Künstlern und Einrichtungen:
- Les Farnek[1]
- Etienne[2]
- Joseph W. Bean[3]
- David Greiger[4]
- Naomi Leilani Kawkam[5]
- Kris Studios[6]

Weiterhin bietet die Einrichtung mehrere Online-Ausstellungen mit unterschiedlichen Schwerpunkten:
- The Oral History project mit Dokumentationen zum Leben von:

| - - Tony DeBlase - Marcus Hernandez - Larry Townsend | - - Tom Dombkowski - David Kloss - Janus Rainer | - - Cliff Raven - Fakir Musafar - John Birch |

- The Tony DeBlase Collection
- National Library Week Survey
- International Mr. Leather, 25 Years of Champions
- Kris Studios of Chicago
- Colors of the Cycle MC
- What Kinky People Are Reading
- Online Art Exhibit
- Online Photography Exhibit